# Greatest Hits (Aerosmith)
Greatest Hits är ett samlingsalbum av hårdrocksgruppen Aerosmith, utgivet i oktober 1980.
Denna samlingsskiva har sålt i över tio miljoner exemplar enbart i USA och är därmed en av världens mest sålda hårdrocksskivor. Albumet brukar också allmänt ses som en bra överblick på Aerosmiths tidiga år.

## Låtlista
1. "Dream On" (Steven Tyler) - 4:27
2. "Same Old Song and Dance" (Joe Perry/Steven Tyler) - 3:05
3. "Sweet Emotion" (Tom Hamilton/Steven Tyler) - 3:15
4. "Walk This Way" (Joe Perry/Steven Tyler) - 3:33
5. "Last Child" (Steven Tyler/Brad Whitford) - 3:28
6. "Back in the Saddle" (Joe Perry/Steven Tyler) - 4:42
7. "Draw the Line" (Joe Perry/Steven Tyler) - 3:23
8. "Kings and Queens" (Jack Douglas/Tom Hamilton/Joey Kramer/Steven Tyler/Brad Whitford) - 3:49
9. "Come Together" (John Lennon/Paul McCartney) - 3:46
10. "Remember (Walking in the Sand)" (Shadow Morton) - 4:04